# Antonio Catricalà
Antonio Catricalà, né le 7 février 1952 à Catanzaro et mort le 24 février 2021 à Rome, est un juriste et un universitaire italien, devenu secrétaire d'État à la Présidence du Conseil des ministres du gouvernement Monti le 16 novembre 2011, en remplacement de Gianni Letta. Le 2 mai 2013, il devient ministre adjoint au Développement économique du gouvernement Letta.

## Biographie
Antonio Catricalà était le président de l'Autorité garante de la concurrence et du marché depuis le 9 mars 2005 jusqu'à sa nomination comme secrétaire d'État.
Le 18 novembre 2010, il est désigné comme le nouveau président de l'Autorité pour l'énergie électrique et le gaz, charge à laquelle il a renoncé neuf jours après.
Diplômé en droit à Rome où il a été l'élève de Pietro Rescigno, il a remporté le concours pour devenir magistrat et l'habilitation pour devenir avocat. Il a été conseiller et président de section du Conseil d'État.
Il a publié des Leçons de droit civil (Maggiole Editore, 2002) dans lesquelles il rapporte le contenu des leçons tenues lors de son cours de préparation au concours de l'ENM italien.
Il a enseigné le droit privé à l'université Tor Vergata de Rome. Il enseigne le droit des consommateurs à l'université LUISS de Rome.

## Décorations
- Chevalier grand-croix de l'Ordre du Mérite de la République italienne